# Agnyphantes
Agnyphantes is een geslacht van spinnen uit de familie hangmatspinnen (Linyphiidae).

## Soorten
De volgende soorten zijn bij het geslacht ingedeeld:
- Agnyphantes arboreus (Emerton, 1915)
- Agnyphantes expunctus (O. P.-Cambridge, 1875)